# Kenny Howard
Kenneth Graeme Howard, conosciuto anche come Dutch, Von Dutch e Joe Lunch Box (7 settembre 1929 – 19 settembre 1992), è stato un artista, decoratore e preparatore di moto statunitense.
Da molti è considerato uno dei padri della Kustom Kulture, una sottocultura prettamente americana basata sulla customizzazione di auto e motociclette.
(Von Dutch)

## Biografia

### Gli inizi
Kenny Howard nasce e cresce nei sobborghi di Los Angeles e ha 15 anni quando inizia a lavorare in un negozio come meccanico, dopo come verniciatore e decoratore di moto. Suo padre stesso era un decoratore e Kenny si esercitava con i pennelli del padre. La specialità che lo renderà famoso è il pinstriping, uno stile di decorazione su vernice per auto e moto che consiste in linee intersecate su fiancate, cofani e carrozzeria. I lavori che esegue sono apprezzati dal suo capo, che lo sposta dal reparto meccanico a quello di verniciatura e striping. Nel giro di poco tempo i suoi lavori diventano ambiti da motociclisti e famose in tutto il sud della California.

### La celebrità
Von Dutch diventa così celebre da attirare alcune star hollywoodiane appassionate di auto e moto veloci, da James Dean a Steve McQueen. Il suo nome stesso divenne sinonimo di pinstriping. In realtà si narra che Von Dutch non abbia mai amato la celebrità:  raddoppiava i prezzi per scoraggiare i troppi clienti, sempre più numerosi, ma fu un accorgimento inutile.  

### L'abbandono
Nel 1958 Von Dutch abbandona completamente i lavori di pinstriping e viene nel frattempo sostituito da diversi ammiratori e imitatori che ne continuano la tradizione, dai fratelli Barris a Ed "Big Daddy" Roth, da Shackey Jack a molti altri. Scompare e nessuno sa dove sia finito.

### Il ritorno
Dopo alcuni anni di assenza dalle scene Von Dutch ricompare. Vive in Arizona  con la sua famiglia cercando di vivere una vita normale costruendo coltelli e pistole incise con i suoi disegni. A metà anni 70 torna in California per fare il custode e il riparatore in museo di automobili di una collezione privata. Misantropo per natura, si rinchiudeva nel laboratorio per lunghi periodi senza voler frequentare nessuno; fu proprio in questi anni che sparò a un giornalista di Cleveland che voleva fargli un'intervista. 

### La morte
Von Dutch visse come un artista di strada. Alcune delle sue cattive abitudini come l'alcolismo lo uccisero. Non aveva mai amato i dottori, ma quando i dolori per una cirrosi epatica ed un ascesso allo stomaco furono insostenibili e si decise a farsi visitare era già troppo tardi. Morì il 19 settembre del 1992, lasciando due figlie, Lisa e Lorna. 

### L'eredità di Von Dutch
L'occhio alato, che divenne il suo logo, è stato copiato da decine di artisti e grafici e derivava da alcune immagini dell'iconografia dell'antico Egitto che aveva visto e reinterpretato. Per lui aveva assunto il significato dell'occhio nel cielo che sa tutto e vede tutto. 
Nel 1997 quattro giovani californiani decidono di realizzare e vendere abbigliamento Kustom Kulture, proprio perché si trattava di articoli impossibili da trovare nei mercatini dell'usato. Cominciano quindi a vendere pagando una percentuale sul venduto alle figlie di Von Dutch, per l'uso del nome Von Dutch Garage. Poco tempo dopo il marchio fu rilevato da Tonni Sorensen, un imprenditore danese ex campione di kick boxing, che acquistò i diritti del nome e aprì un negozio a Los Angeles attirando nel giro di poco tempo attori e popstar. Attualmente l'azienda Von Dutch vende abbigliamento in tutto il mondo e ha come logo proprio l'occhio alato disegnato dallo stesso Kenny Howard.